# Max Giemsa

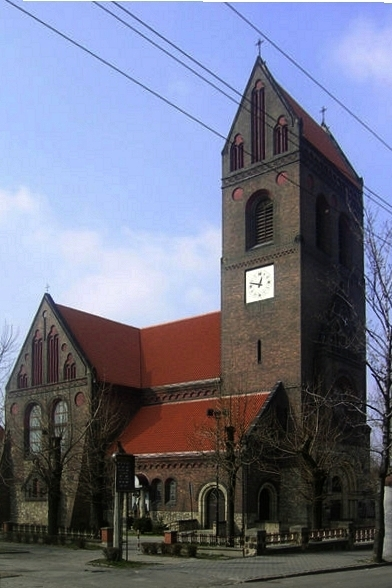
Kościół Matki Bożej Różańcowej w Świętochłowicach w 2008 roku

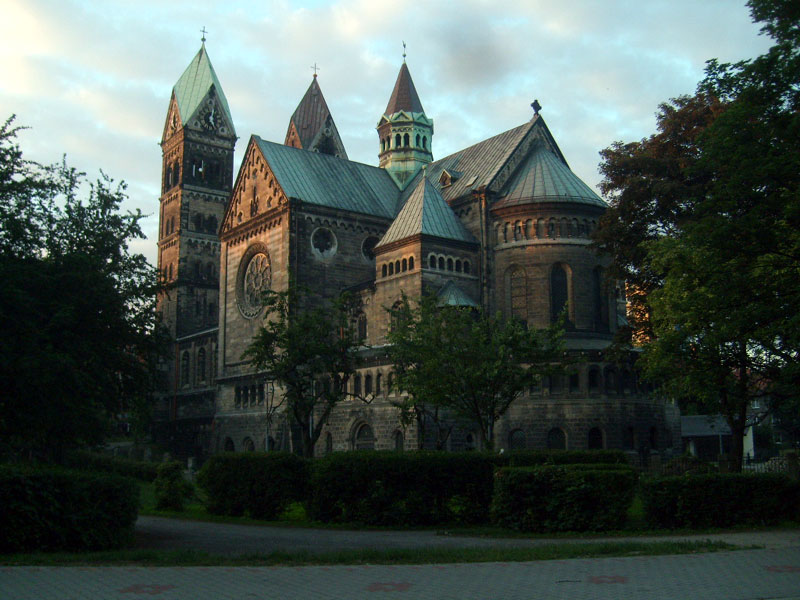
Kościół św. Jacka w Bytomiu w 2008 roku

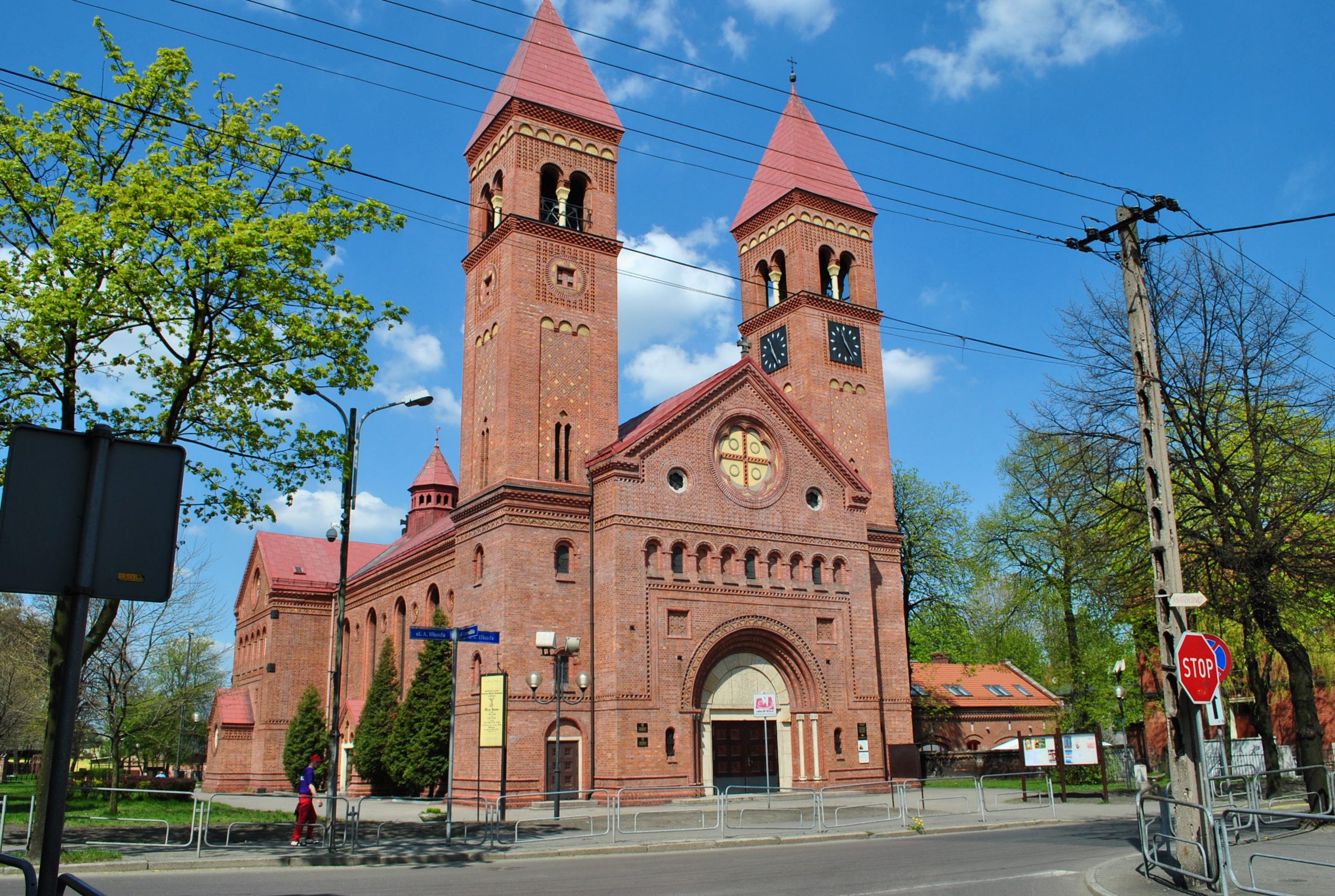
Kościół św. Michała Archanioła w Rudzie Śląskiej w 2015 roku

Max Giemsa (wariant pisowni: Giemza ) (ur. 11 grudnia 1862 w Blachowni Śląskiej, zm. 14 września 1915 w Bogucicach) – górnośląski architekt, poseł do pruskiego Landtagu.

## Życiorys
Przyszedł na świat w rodzinie katolickiej. Jego rodzicami byli Gustav, inspektor i dyrektor huty żelaza w Blachowni Śląskiej  i Franziska z domu Apfelt. Uczęszczał do polskiej szkoły podstawowej, gdzie uczył się języka polskiego. Po likwidacji huty Giemsowie przeprowadzili się na Górny Śląsk .
Kształcił się w szkole rzemiosł budowlanych. Ukończył studia na Królewskiej Wyższej Szkole Technicznej w Charlottenburgu . W zakresie architektury współpracował w no najmniej jednym projekcie z Johannesem Franziskusem Klompem, możliwe, że współdzielił z nim biuro. Mieszkał przy Schillerstrasse 15/3 w Katowicach (obecnie ulica Juliusza Słowackiego w Katowicach), biuro architekta mieściło się w jego mieszkaniu.
Od 1908 do 1913 roku był posłem do pruskiego Landtagu  (niem. Preußisches Abgeordnetenhaus) 21. kadencji, był działaczem Niemieckiej Partii Centrum, jego poglądy były konserwatywne, uważał się za Górnoślązaka.
Chorował przez kilka miesięcy na zapalenie węzłów chłonnych, po czym zmarł w Szpitalu Zakonu Bonifratrów w Bogucicach . 17 września 1915 roku odbył się pogrzeb na cmentarzu w Bogucicach.

## Dzieła
Znanych jest kilka zrealizowanych projektów autorstwa Maksa Giemsy. Są to:
- klasztor sióstr Boromeuszek w Szopienicach, wzniesiony w latach 1904–1905[4]
- kościół Matki Bożej Królowej Różańca Świętego w Łaziskach Górnych, projekt rozbudowy pierwotnej kaplicy o transept i nowe prezbiterium z 1906 roku[9][7]
- plebania przy kościele św. Józefa w Chorzowie (zob. parafia św. Józefa w Chorzowie)[10]
- kościół św. Jacka w Bytomiu, projekt z lat 1906–1907, wzniesiony w latach 1908–1911[11]
- kościół św. Michała Archanioła w Rudzie Śląskiej[3], projekt z 1910 roku, obejmował rozbudowę i przebudowę pierwotnego kościoła w latach 1910–1911 (odwrócenie planu kościoła o 180°)[12]
- kościół Matki Bożej Różańcowej w Świętochłowicach, projekt z lat 1909–1910[13], wzniesiony w latach 1910–1912[3][14]
- plebania z 1911 roku przy kościele pw. św Michała w Ornontowicach (zob. parafia św. Michała Archanioła w Ornontowicach)[15][4].